# Хабіб Бамого
Хабі́б Бамого́ (фр. Habib Bamogo, нар. 8 травня 1982, Париж) — буркінійський футболіст, нападник.
Насамперед відомий за виступами у французькому чемпіонаті, а також за національну збірну Буркіна-Фасо.

## Клубна кар'єра
Народився 8 травня 1982 року в Парижі. Вихованець футбольної школи клубу «ІНФ Клерфонтен».
У дорослому футболі дебютував 2001 року виступами за «Монпельє», в якому провів три сезони, взявши участь у 111 матчах чемпіонату.
Своєю грою за цю команду привернув увагу представників тренерського штабу клубу «Марсель», до складу якого приєднався влітку 2004 року. За команду з Марселя Хабіб провів весь сезон 2004-05, забивши п'ять м'ячів у 30 матчах, після чого був відданий в оренду в «Нант», де провів весь наступний сезон. Повернувшись до «Марселя», Бамого зіграв за клуб ще півроку, після чого перейшов на правах оренди в іспанський «Сельта Віго».
Влітку 2007 року на правах оренди на сезон перейшов у «Ніццу», яка після завершення оренди викупила контракт гравця.
Влітку 2011 року перейшов на правах вільного агента в «Панетолікос», але так і не заграв і через півроку став гравцем англійського «Донкастер Роверз», що виступав у Чемпіоншіпі.
До складу клубу «Ботев» (Пловдив) приєднався на правах вільного агента в жовтні 2012 року. Проте і тут Хабіб не зміг справити враження на тренерський штаб і був відпущений 22 лютого 2013 року, зігравши тільки 5 ігор за клуб у болгарському чемпіонаті.

## Виступи за збірну
2003 року викликався до складу молодіжної збірної Франції.
2009 року дебютував в офіційних матчах у складі національної збірної Буркіна-Фасо. 
У складі збірної був учасником Кубка африканських націй 2010 року в Анголі, зігравши в обох матчах своєї збірної на турнірі.
Всього провів у формі головної команди країни 7 матчів, забивши 1 гол.